# Over and Over
『Over and Over』（オーバー・アンド・オーバー）は、日本の音楽グループEvery Little Thingの11枚目のシングル。

## 解説
前作『NECESSARY』より、約4か月でのリリース。前年発売の最大のヒット曲「Time goes by」以来の1年ぶりのバラードであったが、オリコン最高位4位で累計31.5万枚に留まった（1位は同時発売のThe brilliant green「そのスピードで」。8cm +12cm合算すると宇多田ヒカルの「Automatic」であった）。
この曲で年末の『NHK紅白歌合戦』にも出演した（対戦相手は加山雄三で「君といつまでも」）。
1999年のファンクラブイベントと同年のクリスマスライブなどで歌われているが、オリジナルツアーで初披露されたのは、発売から約10年後の『concert tour 2009-2010 MEET』（2009年10月 - ）である。また、近年ではコンサートの終盤とエンドロールと合わせて披露されることも少なくはない。

## 収録曲
1. Over and Over
（作詞・作曲・編曲：五十嵐充）
読売テレビ・日本テレビ系列月曜10時ドラマ『ボーダー 犯罪心理捜査ファイル』エンディング・テーマ（1999年1月11日 - 同年3月8日放送）
2. Over and Over (HAL'S REMIX)
リミックス：HAL
3. Over and Over (Instrumental)

## 収録アルバム
Over and Over
- 『Every Best Single +3』
- 『ACOUSTIC:LATTE』※アレンジ、新録音して収録。
- 『Every Best Single 〜COMPLETE〜』
- 『Every Best Single 2 ～MORE COMPLETE～』
- 『Every Ballad Songs』
- 『Every Best Single 2 〜Early period〜』

| 前半 | 前半       | → | Dメロ | Dメロ       | → | 大サビ | 大サビ        |
|      | ヘ長調 (F) | → |       | ヘ短調 (Fm) | → |        | 変ト長調 (G♭) |